# Dolichopus saphirus
Dolichopus saphirus är en tvåvingeart som beskrevs av Becker 1922. Dolichopus saphirus ingår i släktet Dolichopus och familjen styltflugor. Inga underarter finns listade i Catalogue of Life.